# Konfirmanden (film)
Konfirmanden er en dansk kortfilm fra 2019 instrueret af Marie-Louise Damgaard.

## Handling
Det er dagen hvor den transkønnede Mathias skal konfirmeres, sige ja til kristendommen og træde ind i de voksnes rækker. Mathias ønsker ikke andet end at have en normal dag, hvor hans skifte ikke er i fokus. Men hans plan om at flyve under radaren, bliver hurtigt spoleret af hans overbeskyttende mor, der har en anden helt anden idé end Mathias om, hvordan den perfekte dag ser ud.

## Medvirkende
- Ellen Hillingsø, Susanne
- Xean Peake, Mathias
- Jesper Kapland, Klaus
- Christiane Rohde, Åse
- Torben Zeller, Præst
- Katrine Bogh Frederiksen, Jane
- Josephine Daniella Dahlquist, Rose
- Paw Terndrup, Henrik
- Justin Geertsen, Alexander
- Nanna Rishede, Simone
- Maria Dehnhardt, Helle
- Emma-Luna Sommer, Caroline